# Umjetni jezici
Umjetni jezici su jezici čija su gramatička obilježja svjesno planirana, umjesto da su stvorena prirodnim putem. Neki od razloga za stvaranje umjetnog jezika su lakša komunikacija između ljudi različitih materinskih jezika, lingvističko eksperimentiranje, fikcija ili zabava.

## Vrste
Umjetni jezici mogu biti a priori ili a posteriori. Gramatika ili rječnik a priori jezika je stvoren iz autorove mašte, a obilježja a posteriori jezika dolaze iz prirodnih jezika.
Umjetni se jezici mogu podijeliti i na:
- logičke ili eksperimentalne jezike (stvoreni su radi eksperimentiranja u logici ili lingvistici),
- pomoćne jezike (stvoreni radi međunarodne komunikacije (najpoznatiji je esperanto) te
- umjetničke jezike (stvoreni radi estetike, zabave, fiktivnog djela ili humora).

## Poznati umjetni jezici
Afrihili [afh], blissymbols [zbl], brithenig [bzt], dutton world speedwords [dws], esperanto [epo], europanto [eur], ido [ido], interglossa [igs], interlingua [ina], klingonski [tlh], kotava [avk], lingua franca nova [lfn], lojban [jbo], láadan [ldn], Medefaidrin [1eo], neo [00s], novial [nov],occidental [occ] (estonija), quenya ili high elven [qya], romanova [rmv], sindarin [sjn] i volapük [vol].

## Vanjske poveznice
- Ethnologue (14th)
- Ethnologue (15th)
- Ethnologue (16th)
- Lenguas Artificiales